# The Secret of Monkey Island
The Secret of Monkey Island (SMI) er et adventurespil der udkom i 1990, og det er også Monkey Island-seriens første spil som blev lavet af LucasArts. Spillet blev udgivet på Atari ST, Macintosh og PC og senere på Amiga, Sega CD og FM Towns.
SMI blev en kæmpe succes for LucasArts og de kunne sammen med Sierra Online sidde på tronen over dem der lavede de bedste adventurespil op igennem 90’erne.[kilde mangler] Men til forskel fra Sierra så var det næsten umuligt at dø i dette spil og spillet var også fyldt med humor.

## Plot
SMI starter på den caribiske ø, Melee Island, hvor hovedpersonen Guybrush Threepwood som det første erklærer, at han vil være pirat, og derefter starter hans eventyr, hvor han skal klare De Tre Prøver for at bevise, at han er mand nok til at være pirat. Han møder på sin vej den smukke guvernør Elaine Marley, som han bliver forelsket i, uvidende om at spøgelsespiraten LeChuck også er forelsket i hende.
Da Elaine bliver kidnappet og ført til Monkey Island af LeChuck, bliver Guybrush nødt til at sætte efter ham for at besejre ham og redde sin elskede. Da Guybrush ankommer til Monkey Island, fortæller de indfødte ham, at han skal bruge en særlig øl lavet af en voodoorod for at besejre LeChuck. Da Guybrush har samlet ingredienserne, finder han imidlertid ud af, at LeChuck har taget Elaine med tilbage til Melee Island for at gifte sig med hende.
Guybrush vender tilbage til Melee Island og når tidsnok at afbryde brylluppet, men finder ud af, at Elaine for længst har befriet sig selv, og at han har ødelagt hendes plan til at få ram på LeChuck. Guybrush prøver nu at angribe LeChuck med sin voodoorod-øl-forstøver, men den går i baglås, hvilket giver den rasende LeChuck en mulighed for at angribe. Det lykkes dog til sidst for Guybrush at finde en flaske rodøl, med hvilken han besejrer LeChuck. LeChuck går i opløsning og eksploderer imod nattehimlen, og Guybrush og Elaine nyder en romantisk stund, imens de betragter det festfyrværkeri, LeChuck er blevet til.